# Кровоточива сталь
«Кровоточива сталь» (кит.: 机器之血; англ. Bleeding Steel) — китайський науково-фантастичний трилер режисера і сценариста Чжана Ліцзя. У ролях Джекі Чан, Тесс Хобріч і Каллан Мелвей. Прем'єра фільму відбулася 22 грудня 2017 року. Це перший науково-фантастичний фільм в кар'єрі Чана.

## Сюжет
Досвідчений агент спецназу бореться, щоб захистити молоду жінку від зловісної організації. Одночасно він відчуває особливий зв'язок з цією жінкою, як ніби вони вже зустрічалися в іншому житті.

## В ролях
- Джекі Чан[2] — Лінь Дун
- Шоу Ло[3] — Лі Сень
- Нана Оуян[3] — Ненсі
- Тесс Хобріч[3] — Жінка в чорному
- Каллан Мелвей[3] — Ендрю
- Еріка Сяхоу[3] — Сяо Су (Сьюзан)
- Деміен Гарві — Рік Роджерс
- Кейтлін Бойє — наркоманка
- Девід Торок — Чоловік в чорному

## Виробництво
У червні 2016 року компанії Village Roadshow Pictures Asia і Heyi Pictures оголосили про спільне виробництво і фінансуванні науково-фантастичного трилера «кровоточить сталь» з Джекі Чаном у головній ролі, режисером і сценаристом якого стане Чжан Ліцзя. 27 липня був оголошений акторський склад фільму, в який увійшли Тесс Хобріч, Каллан Мелвей, Нана Оу-ян, Еріка Ся-Хоу і Шоу Ло.
Основні зйомки почалися 20 липня 2016 року в Сіднеї, Австралія. Під час зйомок в Сіднеї в одному з інтерв'ю Чан розповів про причини своєї участі в цьому фільмі:

Я все ще молодий, але вже не такий молодий, як раніше, але я все ще хочу робити щось нове. — пояснює він, — З режисерами, новими технологіями, моїми справжніми трюками і екшеном я захотів попрацювати над науково-фантастичним фільмом.
Оригінальний текст (англ.)
“I’m still young but I’m not as young as I used to be and I still want to do new things," he explains. "With the directors, the technology, with my real stunts and real action, I wanted to do a sci-fi movie."

Наступні два етапи зйомок пройшли в Тайбеї і Пекіні. Зйомки завершилися 7 грудня 2016 року.

## Критика
На сайті Rotten Tomatoes фільм має рейтинг 29 % на основі 7 рецензій із середнім балом 4 з 10. Тижневик Variety оголосив фільм «банальним попурі кіберпанку» (corny cyberpunk pastiche), який приверне тільки дітей. Газета South China Morning Post в своєму огляді відзначила відсутність «екшену, гумору або логіки», а також те, що фільм «переповнений сміховинними діалогами англійською та ще гіршою грою».